# Nimuš
Nimuš / Nimusch (heutiger Name Pira Magrun) ist der Name des Berges, an welchem nach der sumerischen Mythologie das Schiff des Ziusudra anlegte, der die Menschheit gemäß dem Atraḫasis-Epos vor einer gigantischen Sintflut gerettet hatte, ähnlich der biblischen Arche Noah. Auf Grund fehlender Zeilen auf der dritten Tafel des Epos konnte der Name des Berges, wo das Schiff strandete, nur aus dem Gilgamesch-Epos erschlossen werden, wo er mit ‚Nisir‘ benannt ist. Früher wurde der Bergname als „Nisir“ bzw. „Nizir“ gelesen, Wissenschaftler wie Irving Finkel halten an dieser Aussprache fest. In den assyrischen Königsinschriften wurde der Berg Nimusch ebenfalls erwähnt.
Der Berg liegt in der Autonomen Region Kurdistan nördlich der Stadt Sulaimaniyya.